# مجلس عمال
مجلس العمال هو مجلس أو منظمة تمثل العمال تعمل مكمل محليًا أو على مستوى الشركة للنقابات ولكنها مستقلة عنها على الأقل في بعض البلدان. تنتشر مجالس العمال انتشارًا واسعًا في ألمانيا حيث تُسمَّى Betriebsrat. يُنتخب العمال نفسُهم رئيسَ وأعضاء مجلس العمال ويحق عادة لأي عامل الترشح ليكون عضوًا فيه.